# Frank Tapiro
Pour les articles homonymes, voir Tapiro.
 (mai 2024).
L'article doit être relu — et modifié si nécessaire — par des contributeurs indépendants pour apporter un regard critique aux contributions effectuées en violation des conditions d'utilisation de Wikipédia, tant sur la forme (notamment concernant le style encyclopédique, la proportionnalité) que sur le fond (la neutralité de point de vue, la qualité et l'indépendance des sources).
Frank Tapiro, né le 7 octobre 1965 à Neuilly-sur-Seine, est un publicitaire.

## Biographie
Son père, juif d'origine italienne, est représentant en pièces détachées ; il a été rapatrié de la frontière algéro-marocaine jusqu'à Paris, en 1962. Sa mère fut également rapatriée d'Algérie, jusqu'à Toulouse. Ils ont quatre fils – Frank, Michael, Jonathan et Yankel –, élevés dans la passion du sport et l'admiration des États-Unis.

## Carrière politique

### Conseiller politique
Frank Tapiro est l'un des conseillers de Nicolas Sarkozy jusqu'en 2007. Il conçoit la campagne « Imaginons la France d'après » pour l'UMP en février 2006, avec le slogan présidentiel « Ensemble, tout devient possible ». Il est alors surnommé « le fils de pub de Sarkozy ».
Au niveau international, il s'engage pour la réélection en 2021 du président Denis Sassou-Nguesso au Congo, en tant que son responsable de campagne. Il déclare alors : « Le président est formidable, ce n'est pas du tout un dictateur. [...] Arrêtez d'écouter cette espèce de parole néo-coloniale, et je dirais même raciste, qui tend à dire que dès qu'on est un ancien militaire et depuis plus de 30 ans au pouvoir, on est forcément un dictateur ».

### Homme politique
Il se présente aux élections législatives de 2022 dans la sixième circonscription des Hauts-de-Seine, sous la bannière « Engagement citoyen » (divers droite). Il arrive en dixième position du premier tour, avec 2,07 % des suffrages exprimés.

## Président de la Diaspora Defense Forces
Il fonde la "Diaspora Defense Forces", une association qui entend défendre les intérêts et l'image de la communauté juive et d'Israël en France, et tout particulièrement défendre la guerre de Gaza. Le gala de l'association à Paris en mai 2025, dans lequel les participants plaisantent notamment à propos des morts à Gaza, suscite une polémique. Le député Aymeric Caron annonce avoir saisi la procureure de la République de Paris, estimant que le gala relève de « l'apologie de crimes d'atteinte à la vie, apologie de crimes de guerre, apologie de crimes contre l'humanité, voire complicité desdits crimes ». Le ministre de l'Intérieur, Bruno Retailleau, déclare étudier la dissolution de l'association.

## Positionnements

### Soutien à Israël
En 2024, il intervient régulièrement sur les réseaux sociaux et divers médias, menant campagne pour défendre l’armée israélienne. Selon Libération, il réalise une enquête sur Rima Hassan (LFI) qualifiée de « tissu d’oublis volontaires, de vérités partielles, d’approximations mensongères »,. Pour le média Blast, Frank Tapiro est « un défenseur inconditionnel de l’État d’Israël ».

### Sur l'islamophobie
En juin 2025, il affirme que « l'islam n'a pas réussi à créer un mur entre l'islam modéré et l'islam radical » et que, pour cette raison, « l'islamophobie [est] totalement normal, c'est une émotion, [et pas] un délit ». 

## Publication
- Pourquoi la vache qui rit ne pleure jamais (préf. Daniel Cohen), Paris, éditions Albin Michel, 2009, 352 p. (ISBN 978-2226193155)